# آسیاب‌بادی‌های تیزاب
آسیاب‌بادی‌های تیزاب مربوط به دوره قاجار است و در شهرستان خواف، شمال‌غربی بافت روستای تیزاب واقع شده و این اثر با شمارهٔ ثبت نامشخص به‌عنوان یکی از آثار ملی ایران به ثبت رسیده‌است.